# 劉陽
劉 陽（りゅう よう、リュウ・ヤン、英語: Liu Yang、2003年5月14日 - ）は、中華人民共和国の男子バドミントン選手。

## 経歴
男子ダブルスで2歳年上の黄荻とペアを組む。
2024年の宝鶏マスターズでは、準々決勝で日本の混合ダブルストッププレイヤーの緑川大輝 / 山下恭平を破り、決勝で同胞ペアを破って優勝した。